# Platysteiridae
Famille
Les Platysteiridae (platystéiridés en français) sont une famille de passereaux (l'ordre des Passeriformes). Cette famille est composée d'une trentaine d'espèces vivantes.

## Systématique
Dans la taxinomie Sibley-Ahlquist, les genres et espèces de cette famille appartiennent à la famille des corvidés.

### Liste des genres
D'après la classification de référence du Congrès ornithologique international (version 8.2, 2018) :
- Batis Boie, F, 1833 (21 espèces)
- Lanioturdus Waterhouse, 1838 (1 espèce)
- Platysteira Jardine & Selby, 1830 (11 espèces)

Le genre Dyaphorophyia, qui appartenait à cette famille jusqu'à la version 2.3 de la classification du Congrès ornithologique international, a été fusionné avec le genre Platysteira. En 2018, les genres Megabyas et Bias ont été rattachés à la famille des Vangidae.

### Liste des espèces
D'après la classification de référence du Congrès ornithologique international (version 8.2, 2018) (ordre phylogénique) :